# Zdravko Miljak
Zdravko Miljak (Vinkovci, 11 september 1950) is een voormalig Kroatisch handballer. Hij naam tweemaal deel aan de Olympische Spelen, waar hij de Joegoslavische handbalploeg vertegenwoordigde. 
Op de Olympische Spelen van 1972 in München won hij de gouden medaille met Joegoslavië, nadat men in de finale Tsjecho-Slowakije had verslagen. Miljak speelde zes wedstrijden en scoorde zeven goals.
Vier jaar later eindigde hij met Joegoslavië op de Olympische Spelen van 1976 in Montreal op de vijfde plaats. Ook hier speelde Miljak zes wedstrijden en scoorde dertig goals.
Abaz Arslanagić · Vlado Bojović · Hrvoje Horvat · Milorad Karalić · Radivoj Krivokapić · Zdravko Miljak · Željko Nimš · Radisav Pavićević · Branislav Pokrajac · Nebojša Popović · Zdravko Rađenović · Zvonimir Serdarušić · Predrag Timko · Zdenko Zorko
Abaz Arslanagić · Čedomir Bugarski · Petar Fajfrić · Hrvoje Horvat · Milorad Karalić · Đorđe Lavrnić · Milan Lazarević · Zdravko Miljak · Slobodan Mišković · Branislav Pokrajac · Nebojša Popović · Miroslav Pribanić · Dobrivoje Selec · Albin Vidović · Zoran Živković · Zdenko Zorko